# Cratere Sabur
Sabur è un cratere sulla superficie di Encelado.